# سپاه حضرت عباس اردبیل

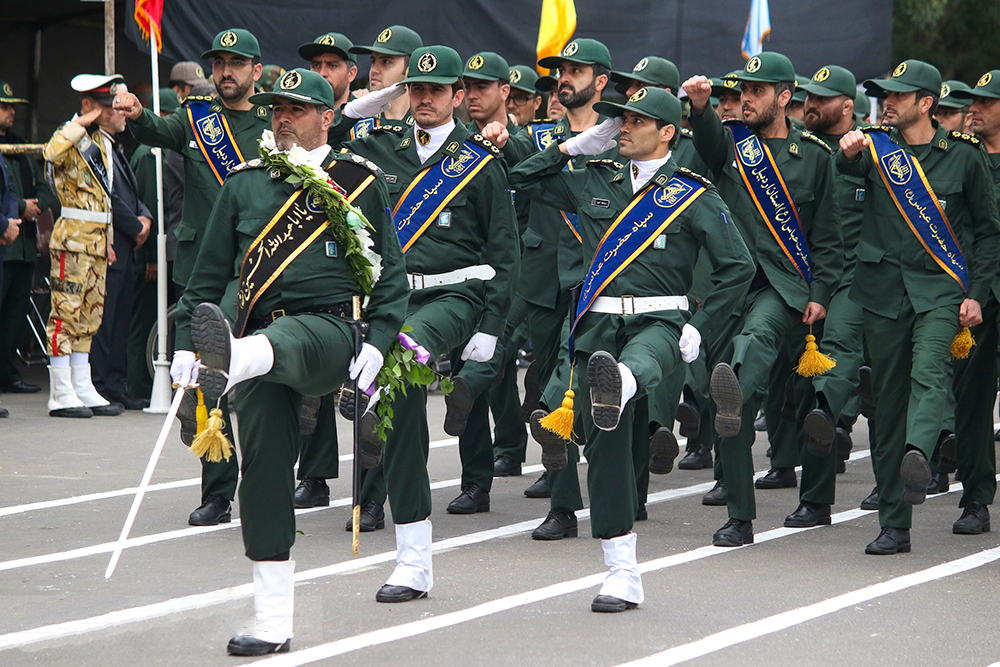
رژه نیروهای سپاه حضرت عباس به‌مناسبت سالگرد جنگ ایران و عراق در سال ۱۳۹۷، اردبیل

سپاه حضرت عباس اردبیل یگان نظامی-امنیتی و از سپاه‌های استانی زیرمجموعه سپاه پاسداران انقلاب اسلامی است، که ستاد فرماندهی آن در شهر اردبیل مستقر می‌باشد و وظیفه فرماندهی و کنترل کلیه یگان‌های سپاه و بسیج مستقر در استان اردبیل را برعهده دارد. مهم‌ترین یگان‌های زیرمجموعه این سپاه، تیپ ۳۷ حضرت عباس از نیروی زمینی سپاه و ۱۲ سپاه ناحیه‌ای (نواحی بسیج شهرستان‌ها) همچون سپاه اردبیل، سپاه خلخال، سپاه سرعین و سپاه بیله‌سوار می‌باشند. در حال حاضر سرتیپ‌دوم پاسدار غلامحسین محمدی‌اصل فرماندهی سپاه حضرت عباس اردبیل را برعهده دارد.